# توماس إس. باتلر
توماس إس. باتلر (بالإنجليزية: Thomas Stalker Butler)‏ هو محامي وقاضي وسياسي أمريكي، ولد في 4 نوفمبر 1855 في مقاطعة تشيستر في الولايات المتحدة، وتوفي في 26 مايو 1928 في واشنطن العاصمة في الولايات المتحدة. حزبياً، نشط في الحزب الجمهوري. وقد انتخب عضو مجلس النواب الأمريكي.